# CTCライフサイエンス
CTCライフサイエンス株式会社は、かつて存在した医薬品・化学・食品等に関する研究開発の支援システムの開発・保守等を行っていた企業。略称はCTCLS。東京都品川区に本社を置いていた。顧客の大半は日本国内の大手製薬企業であった。2017年4月1日に親会社の伊藤忠テクノソリューションズに吸収合併され解散した。

## 概要
- 企業名 CTCライフサイエンス株式会社
- 沿革　1989年、シーティーシー・ラボラトリーシステムズ株式会社として設立。2014年、CTCライフサイエンス株式会社に商号変更。
- 代表者　代表取締役社長　城田勝行
- 本社所在地  東京都品川区東五反田2-10-2　東五反田スクエア13F
  - 支店　1ヶ所（大阪市）

| スタブアイコン | サブスタブ | この項目は、まだ閲覧者の調べものの参照としては役立たない、企業に関連した書きかけの項目です。この項目を加筆・訂正などしてくださる協力者を求めています（PJ:経済）。 |